# エネス・サリ
エネス・サリ（Enes Sali、2006年2月23日 - ）は、カナダ・トロント出身のルーマニア人サッカー選手。FCダラス所属。ポジションはFW、MF。

## クラブ経歴
カナダのトロントに生まれ、2017年にはFCバルセロナにスカウトされてラ・マシアに1シーズンのみ在籍した。その後、2018年から3年間はゲオルゲ・ハジ設立のアカデミーで育成され、2021年8月9日、FCファルル・コンスタンツァとプロ契約を結んだ。同年9月13日、リーグ史上最年少での初ゴールをFCアカデミカ・クリンチェニ戦で挙げ、5-0での大勝に貢献した。
2023年12月4日、FCダラスへの移籍が発表された。

## 代表経歴
ナショナルチームは生まれ故郷のカナダではなく、ルーマニアを選択し、2021年から世代別代表に招集され始めた。2021年11月、15歳ながら2022 FIFAワールドカップ・予選を戦うルーマニア代表に初招集され、同月14日、リヒテンシュタイン代表戦にて、82分にアンドレイ・イヴァンとの途中交代でフル代表デビューを飾った。また、15歳と264日での出場は、UEFA主催の国際Aマッチにおける史上最年少記録となった。

## 人物
サリの両親はトルコ系ルーマニア人であり、サリを身籠る前にカナダのトロントに移住した。そのため、サリ自身はルーマニア、カナダ、トルコの計3カ国の国籍を保有している。